# Le Jour de la fin du monde
Pour plus de détails, voir Fiche technique et Distribution.
Le Jour de la fin du monde (When Time Ran Out...) est un film américain réalisé par James Goldstone, sorti en 1980.

## Synopsis
Shelby Gilmore a fait construire un luxueux hôtel sur la petite île volcanique de Kalaleu dans le Pacifique. Il débarque pour l'inauguration en compagnie de sa collaboratrice, Kay Kirby. La direction de son hôtel a été confiée à l'ambitieux Bob Spangler, qui envisage de quitter Nikki, la filleule de Gilmore qu'il épousa par ambition, pour la belle Iolani. Pendant ce temps, Hank Anderson, qui fut autrefois l'amant de Kay et qui dirige une équipe de forage, vient de faire jaillir du pétrole. Mais Hank est inquiet par la haute teneur en soufre et les fortes pressions enregistrées dans le sous-sol de l'île. Il renoue une idylle avec Kay au moment où le volcan Monanui entre en éruption. Tandis que, sur les conseils de Spangler, la majorité des clients de l'hôtel demeure dans les lieux, Hank et Gilmore - conduits par Brian, qui connaît bien l'île - décident de rejoindre la forêt du haut plateau de l'autre côté du cratère. Le petit groupe traverse l'île alors que l'éruption anéantit l'hôtel et ses occupants...

## Fiche technique
- Titre : Le Jour de la fin du monde
- Titre original : When Time Ran Out...
- Réalisation : James Goldstone
- Scénario : Carl Foreman et Stirling Silliphant, d'après le roman The Day the World Ended, de Gordon Thomas et Max Morgan Witts
- Production : Irwin Allen, Al Gail et George E. Swink
- Budget : 20 millions de dollars (14,68 millions d'euros)
- Musique : Lalo Schifrin
- Photographie : Fred J. Koenekamp
- Montage : Edward A. Biery et Freeman A. Davies
- Décors : Philip M. Jefferies
- Costumes : Paul Zastupnevich (en)
- Pays de production : États-Unis
- Format : Couleurs - 2,35:1 - Dolby - 35 mm
- Genre : Catastrophe
- Durée : 121 minutes
- Date de sortie : 
  - États-Unis : 28 mars 1980
  - France : 7 mai 1980

## Distribution
- Paul Newman (VF : Marcel Bozzuffi) : Hank Henderson
- Jacqueline Bisset (VF : Perrette Pradier) : Kay Kirby
- William Holden (VF : Raymond Loyer) : Shelby Gilmore
- Edward Albert (VF : Michel Bedetti) : Brian
- Red Buttons (VF : René Renot) : Francis Fendly
- Bárbara Carrera (VF : Annie Balestra) : Iolani
- Valentina Cortese (VF : Jacqueline Porel) : Rose Valdez
- Veronica Hamel (VF : Françoise Dorner) : Nikki Spangler
- Alex Karras (VF : Michel Barbey) : Tiny Baker
- Burgess Meredith (VF : Henri Labussière) : Rene Valdez
- Ernest Borgnine (VF : Henry Djanik) : Tom Conti
- James Franciscus (VF : Marc de Georgi) : Bob Spangler
- John Considine (VF : Claude D'Yd) : John Webster
- Sheila Allen (VF : Jane Val) : Mona
- Pat Morita (VF : Jacques Chevalier) : Sam
- John J.H. Springer Jr. (VF : Julien Thomast) : le pro du Tennis
- Ted Gehring (VF : Alain Dorval) : Durant
- Lonny Chapman (VF : Jacques Mauclair) : Kelly
- Joe Papalimu (VF : Jean Michaud) : Joe

## Résultat au box-office
Avec un budget de production estimé à 20 000 000 $, le film ne totalisa que 1 700 000 $ en première exclusivité, faisant de ce titre, après une série de gros échecs commerciaux dans la veine "catastrophe", le tout dernier représentant du genre de la décennie 1970.[réf. nécessaire]

## Autour du film
- Le tournage du film a commencé en été 1979 sur une des îles d'Hawaii.
- Paul Newman ne souhaitait pas faire ce film, mais il était toujours sous contrat avec le producteur Irwin Allen depuis La Tour infernale (The Towering Inferno), sortie en 1974.
- James Goldstone, a non seulement réuni deux acteurs de La Tour infernale (Paul Newman et William Holden), mais il a réuni aussi Red Buttons et Ernest Borgnine qui ont tourné dans L'Aventure du Poseidon, deux productions d'Irwin Allen.
- Parmi les autres films catastrophe tournant autour d'un volcan, citons "Le Diable à 4 Heures" ("The Devil at 4 o'clock"), réalisé par Mervyn LeRoy en 1960,  Le Pic de Dante (Dante's Peak), réalisé en 1997 par Roger Donaldson, ainsi que Volcano, réalisé la même année par Mick Jackson.

## Distinctions
- Nomination à l'Oscar des meilleurs costumes pour Paul Zastupnevich en 1981.

## DVD
- France :

Le film est sorti sur le support DVD.
- Le jour de la fin du monde (DVD-5 Digipack) sorti le 3 août 2009 sorti dans la collection Cinéma Fnac exclusivité et édité par Warner Home Vidéo France. Le ratio écran est en 2.35:1 panoramique 16:9. L'audio est en français et anglais Mono avec sous-titres français. Pas de suppléments. Il s'agit d'une édition Zone 2 Pal. ASIN B00BP4U2Z8